# اس‌تی‌اس-۴۶
اس‌تی‌اس-۴۶ (انگلیسی: STS-46) یکی از ماموریت‌های برنامه شاتل‌های فضایی بود که در تاریخ ۳۱ ژوئیه ۱۹۹۲ از پایگاه فضایی کندی به فضا پرتاب شد. این ماموریت توسط شاتل آتلانتیس انجام گرفت و هدف اصلی آن ارسال دو ماهواره ماژول تحقیقاتی European Retrievable Carrier و Space tether به فضا بود.

## نگارخانه

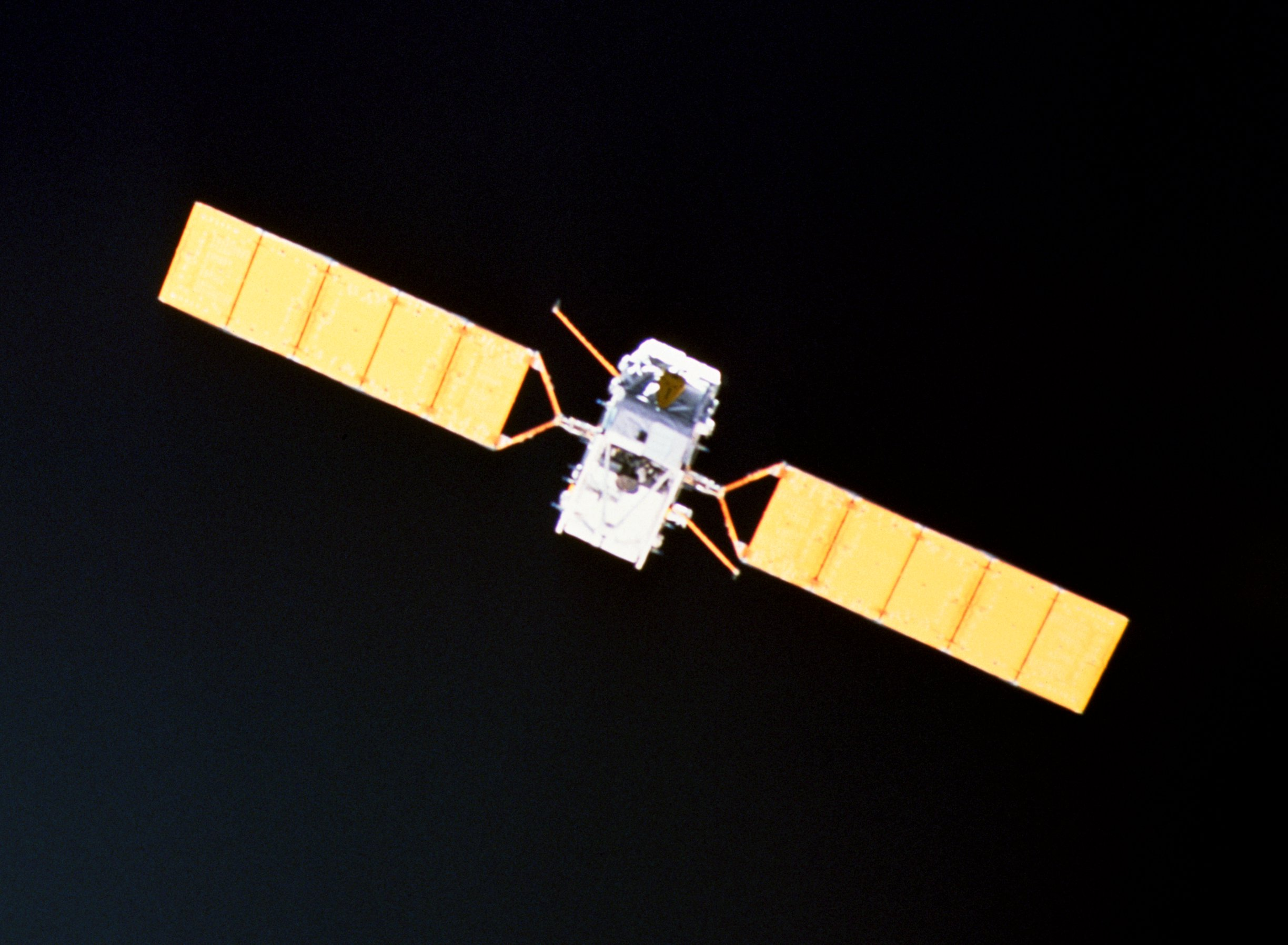
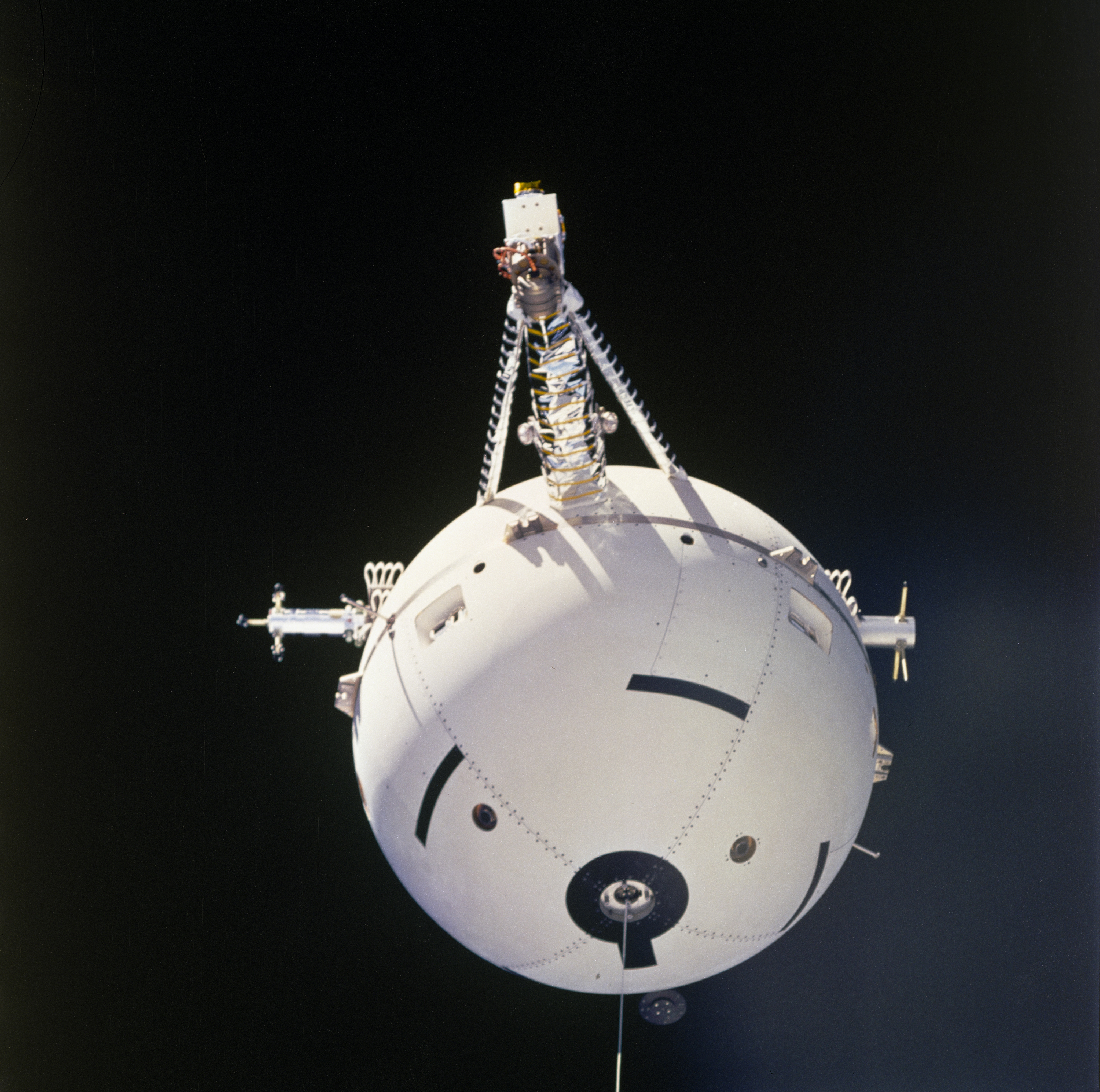
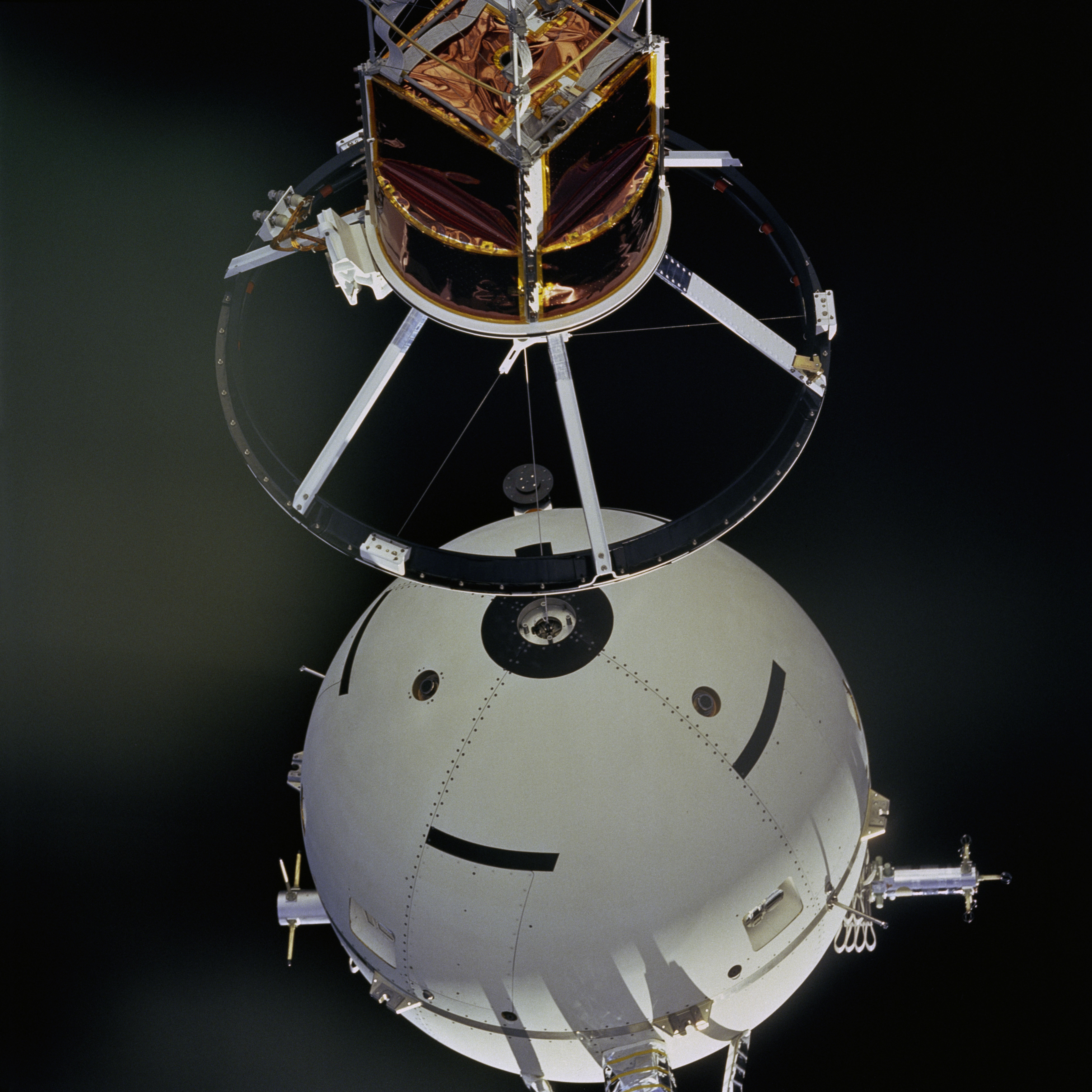
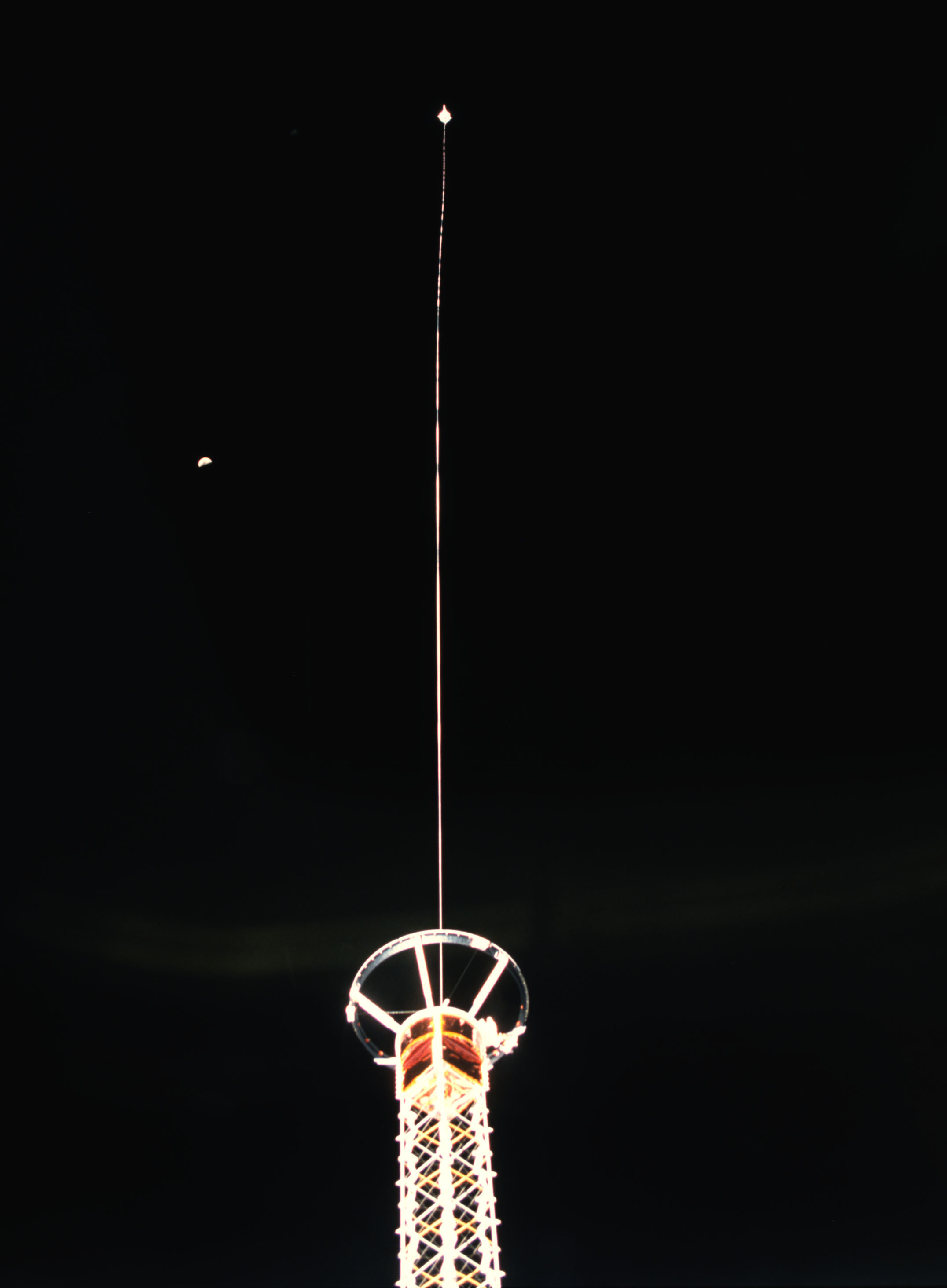